# Byron Ingemar Johnson

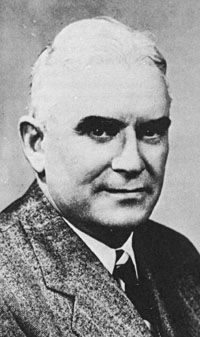
Byron Ingemar Johnson

Byron Ingemar Johnson (* 10. Dezember 1890 in Victoria, British Columbia; † 12. Januar 1964 ebenda; eigentlich Bjorn Ingemar Johnson) war ein kanadischer Politiker und Unternehmer. Vom 29. Dezember 1947 bis zum 1. August 1952 war er Premierminister der Provinz British Columbia und Vorsitzender der British Columbia Liberal Party. Von seinen Zeitgenossen wurde er häufig als „Boss“ bezeichnet. Dieser Spitzname geht zurück auf das isländische „Bjosse“, eine Verkleinerungsform von Johnsons Geburtsnamen Bjorn, den er später zu Byron anglisierte.

## Biografie
Nach dem Militärdienst in Europa während des Ersten Weltkriegs eröffneten Johnson und seine Brüder in Victoria ein Unternehmen für Baumaterialien, das sich als erfolgreich erwies. 1929 trat er den Freimaurern bei. Am 2. November 1933 wurde er als einer von vier Abgeordneten der Stadt Victoria in die Legislativversammlung von British Columbia gewählt, verlor jedoch seinen Sitz bei den Wahlen am 1. Juni 1937.
Johnson widmete sich wieder seinem Unternehmen. Während des Zweiten Weltkriegs war er verantwortlich für den Bau von Einrichtungen der Royal Canadian Air Force in der gesamten Provinz. Bei den Wahlen am 25. Oktober 1945 gelang ihm die Wiederwahl, diesmal im Wahlbezirk New Westminster, woraufhin er der von John Hart geführten liberal-konservativen Koalitionsregierung angehörte. Nach Harts Rücktritt am 29. Dezember 1947 übernahm Johnson die Ämter des Parteivorsitzenden und des Premierministers.
Johnsons Regierung führte die obligatorische Krankenversicherung ein und erhob für deren Finanzierung eine Mehrwertsteuer von 3 %. Sie baute das Hauptstraßennetz aus, verlängerte die Pacific Great Eastern Railway und ermöglichte den Bau des Kenny-Damms, des ersten Wasserkraftwerks der Provinz. Nach den verheerenden Überschwemmungen des Fraser Rivers im Jahr 1948 leitete Johnson ein Programm zum Bau von Schutzdämmen ein. 1950 ernannte er mit Nancy Hodges den ersten weiblichen Speaker im gesamten Commonwealth.
Das liberal-konservative Parteienbündnis erreichte bei den Wahlen am 15. Juni 1949 einen Wähleranteil von über 61 %. Die British Columbia Conservative Party ließ das Bündnis 1951 auseinanderbrechen und Johnsons Regierung verfügte über keine Mehrheit. Bei den nachfolgenden Wahlen am 12. Juni 1952 wurden sowohl die Liberalen als auch die Konservativen von der British Columbia Social Credit Party geschlagen. Johnson verlor seinen eigenen Sitz, übergab am 1. August 1952 das Amt an W. A. C. Bennett und zog sich ins Privatleben zurück.